# Francesco Maria Coppola
Francesco Maria Coppola (Nicotera, 12 aprile 1773 – Oppido Mamertina, 11 dicembre 1851) è stato un vescovo cattolico italiano.

## Biografia
Nacque da una nobile famiglia di Nicotera ove fu rettore del seminario nonché canonico-teologo del capitolo della cattedrale. Nel 1822 fu nominato vescovo di Oppido Mamertina succedendo alla guida della diocesi a mons. Ignazio Greco. Fu consacrato dal cardinale Giulio Maria della Somaglia assistito da mons. Daulo Augusto Foscolo e Antonio Baldini.
Uomo colto e pragmatico, costruì la nuova cattedrale di Oppido Mamertina che inaugurò, anche se ancora non del tutto completata, nel 1844.
Il suo nome è legato anche alla costruzione in Oppido dell'ospedale civile, l'attuale Ospedale Maria Pia di Savoia.
Morì nel dicembre 1851. Le sue spoglie mortali sono conservate nella cattedrale di Oppido Mamertina.
Queste le parole pronunciate dal vicario Grillo in occasione dell'orazione funebre:

## Genealogia episcopale
La genealogia episcopale è:
- Cardinale Scipione Rebiba
- Cardinale Giulio Antonio Santori
- Cardinale Girolamo Bernerio, O.P.
- Arcivescovo Galeazzo Sanvitale
- Cardinale Ludovico Ludovisi
- Cardinale Luigi Caetani
- Cardinale Ulderico Carpegna
- Cardinale Paluzzo Paluzzi Altieri degli Albertoni
- Papa Benedetto XIII
- Papa Benedetto XIV
- Papa Clemente XIII
- Cardinale Marcantonio Colonna
- Cardinale Giacinto Sigismondo Gerdil, B.
- Cardinale Giulio Maria della Somaglia
- Vescovo Francesco Maria Coppola